# 침묵의 비명
《침묵의 비명》(영어: Malevolent)은 2018년 영국의 호러 영화이다. 에바 콘스탄토풀로스가 쓴 소설 Hush가 원작으로, 아이슬란드 출신의 올라프 드 플뢰르 감독이 연출하고 플로렌스 퓨, 벤 로이드휴스, 실리아 임리가 출연한다. 2018년 10월 넷플릭스를 통해 공개되었다.

## 줄거리
1986년 스코틀랜드에서, 앤젤라와 잭슨 남매는 가짜 심령술 사기단을 운영한다. 그들은 앤젤라의 돌아가신 어머니의 명성을 이용하여 유령이 출몰한다고 믿는 사람들을 속여 돈을 벌고, 잭슨은 대부업자에게 진 빚 때문에 사기 행각을 벌인다. 그러던 중, 그들의 사기 행각 중에 이상한 일들이 발생하기 시작하고 앤젤라는 자신이 환각을 보고 있다고 생각하게 된다. 불안해진 앤젤라는 어머니처럼 자신도 목소리를 듣고 없는 사람들을 볼까 봐 걱정한다.
새로운 의뢰인인 그린 부인은 유령 소녀들이 집에서 "비명"을 지른다며 그들에게 도움을 요청한다. 앤젤라는 이전 일로 인해 너무 불안하고 흔들려서 거절하지만, 그린 부인의 집의 과거를 조사하던 중 15년 전 그 집의 위탁 아동들이 모두 입이 꿰매진 채 죽은 채로 발견되었고, 그녀의 아들 허먼이 범인으로 지목된 사실을 알게 된다. 잭슨은 빚을 갚기 위해 돈이 필요했고, 앤젤라의 반대에도 불구하고 그녀를 속여서 그 일을 맡게 된다.
사기 계획을 세우고, 앤젤라가 저택을 돌아다니며 촬영하는 동안 앤젤라는 살해당한 소녀들의 영혼을 보게 된다. 앤젤라는 그들을 따라 출입 금지된 동쪽 별채로 들어가고, 바닥이 무너져 카메라맨 엘리엇이 발을 다친다. 구조 과정에서 잭슨과 앤젤라는 소녀들이 감금되어 있던 장소를 발견한다. 앤젤라는 자신의 능력이 진짜임을 깨닫지만, 잭슨은 이를 우연이라고 부정한다.
그린 부인은 그들이 유령을 퇴치하는 데 실패했다며 떠나야 한다고 말하고, 그들을 사기꾼으로 여긴다. 잭슨 역시 환영을 보고 있었고, 결국 일을 포기하려던 찰나에 그린 부인이 소녀들 살인에 관여했다는 암시를 받고 그의 기술자이자 여자친구인 베스가 다락방에서 입이 꿰매진 채 의식을 잃은 것을 발견한다. 도망치려던 잭슨은 사고로 베스를 죽게 만든다.
허먼이 나타나 잭슨과 엘리엇을 삽으로 기절시키고, 잭슨을 집으로 데려가 입을 꿰매려고 한다. 잭슨이 저항하자, 그린 부인이 잭슨의 혀를 자르고 턱을 부순 다음 입을 꿰맨다. 그녀는 허먼에게 잭슨을 죽이라고 하지만, 잭슨을 구하러 온 앤젤라에게 저지당한다.
엘리엇은 허먼을 죽이고, 그린 부인은 앤젤라의 입을 꿰매기 시작한다. 아들의 죽음에 분노한 그린 부인은 엘리엇을 공격하고, 죽은 소녀들의 영혼이 나타나 앤젤라의 간청에 그린 부인을 방해한다. 앤젤라는 그 틈을 타서 그린 부인을 죽인다. 집에서 절뚝거리며 걸어 나온 앤젤라는 잭슨의 유령이 베스를 찾는 것을 보고는 길을 따라 사라지는 것을 본다. 앤젤라는 슬픔에 잠기고, 지나가던 차가 그녀를 발견한다.
병원으로 옮겨진 앤젤라는 할아버지에게 모든 것을 이야기한다. 할아버지는 그녀를 걱정하며 혼자 있으면 안 된다고 말하지만, 앤젤라는 혼자가 아니라고 말하고, 다른 유령으로 추정되는 검은 그림자가 그녀 위로 지나간다.

## 출연진
- 플로렌스 퓨 - 앤절라 세이어스
- 벤 로이드휴스 - 잭슨 세이어스
- 스콧 체임버스 - 엘리엇
- 조지나 베번 - 베스
- 제임스 코스모 - 남매의 할아버지
- 실리아 임리 - 그린 부인
- 스티븐 매콜 - 프랭크
- 데이지 매슈슨 - 수지
- 샬럿 앨런 - 매디
- 니컬라 그리어 - 크리스틴 세이어스
- 셸리 콘 - 서맨사 할로
- 이언 밀른 - 크레이그
- 찰스 배럿 - 빅터
- 에마 앳킨 - 클레어
- 플로라 브레이디 - 미시
- 애나 푸트 - 태미
- 닐 그레그 풀턴 - 허먼